# Fabrico lituano de cruzes
Fabrico lituano de cruzes (em lituano:  Lietuvos kryždirbystė) é a arte lituana de manufatura tradicional de cruzes.
As cruzes e altares artesanais, constituem parte importante da cultura lituana, e são considerados símbolos nacionais; representam a espiritualidade católica do povo e estão ligadas à antigas religiões pré-cristãs.
As cruzes são intrincadamente esculpidas a partir de blocos inteiros de carvalho, e algumas vezes são adornadas com detalhes em ferro, ouro ou prata.

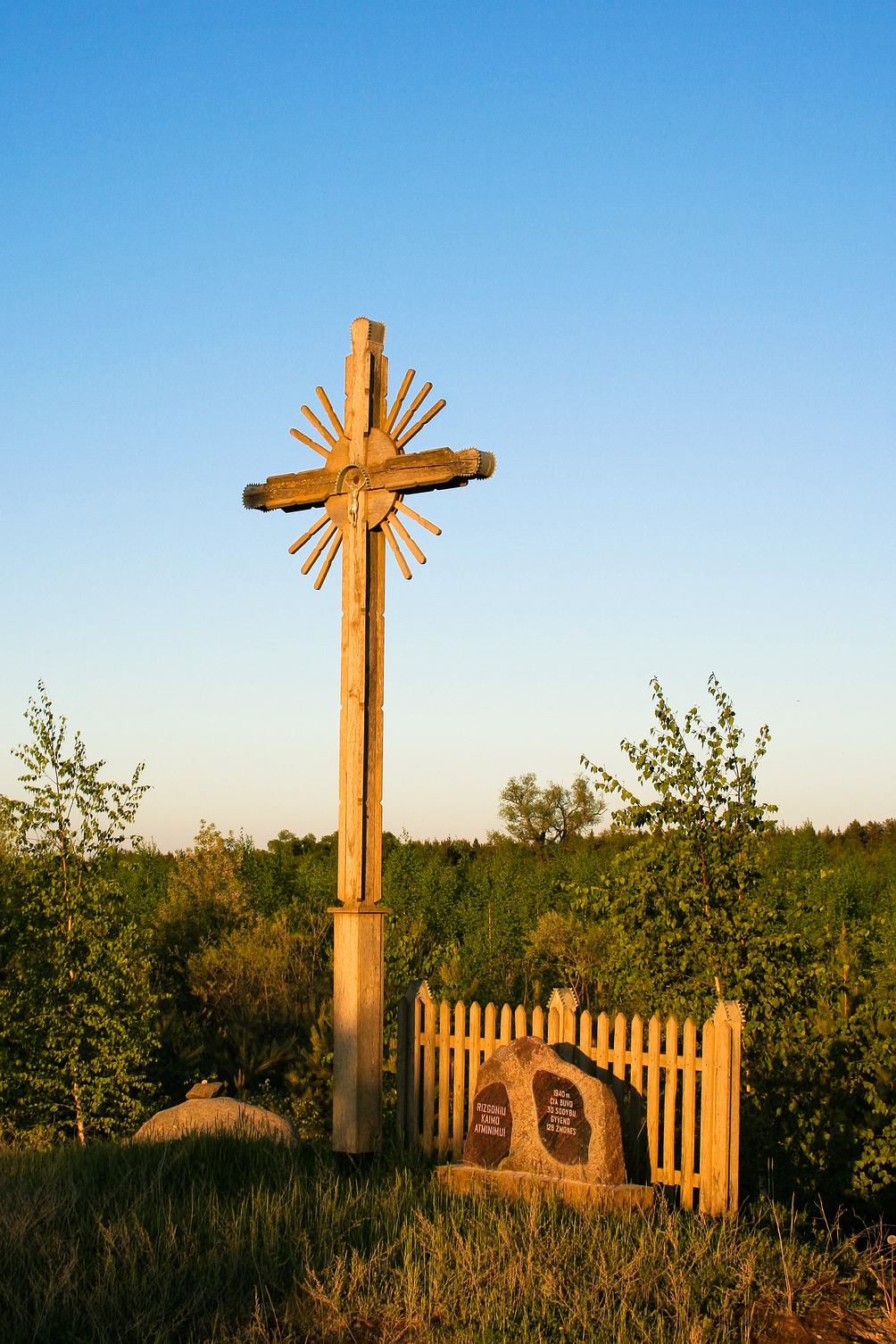
Cruz lituana

Crucifixos estilizados são postos ao longo de estradas, em cemitérios e perto de habitações, constituindo uma das artes tradicionais mais influentes do território lituano.
A criação e o simbolismo das cruzes na Lituânia foi classificado pela UNESCO na lista representativa do Património Oral e Imaterial da Humanidade em 2008.